# Кубок Европы по горному бегу 1995
Первый Кубок Европы по горному бегу прошёл 15 июля 1995 года в городе Вальрог (Франция). Участники соревновались в дисциплине горного бега «вверх». Разыгрывались 4 комплекта наград: по два в индивидуальном и командном зачётах среди мужчин и женщин.
Соревнования прошли в рамках традиционного забега Montée des 4 000 marches. Участники стартовали в Вальроге, после чего взбирались на вершину горы Эгуаль, где располагалась обсерватория. Финиш находился на высоте 1567 метров над уровнем моря.
На старт вышли 94 бегуна (56 мужчин и 38 женщин) из 16 стран Европы. Каждая страна могла выставить до 4 человек в мужской забег и до 3 человек — в женский. Сильнейшие в командном первенстве определялись по сумме мест трёх лучших участников у мужчин и двух лучших — у женщин.
Женский забег закончился безоговорочной победой швейцарских участниц: они заняли все три призовых места. Первым чемпионом среди мужчин стал австриец Хельмут Шмук.

## Призёры
Курсивом выделены участники, чей результат не пошёл в зачёт команды.

### Мужчины
| Дисциплина                   | Золото                                                                    | Золото  | Серебро                                                          | Серебро  | Бронза                                                                | Бронза  |
| ---------------------------- | ------------------------------------------------------------------------- | ------- | ---------------------------------------------------------------- | -------- | --------------------------------------------------------------------- | ------- |
| 12 км перепад высот: +1217 м | Хельмут Шмук Австрия                                                      | 56.53   | Антонио Молинари Италия                                          | 57.25    | Давиде Милези Италия                                                  | 58.00   |
| 12 км (команды)              | Италия · Антонио Молинари · Давиде Милези · Лучо Фрегона · Гальдино Пилот | 9 очков | Франция · Азиз Них · Жан-Поль Пайе · Тьерри Икар · Сильвен Ришар | 26 очков | Германия · Мартин Замбале · Дитер Ранфтль · Гуидо Дольд · Филипп Кель | 31 очко |

### Женщины
| Дисциплина                   | Золото                                                        | Золото  | Серебро                                              | Серебро  | Бронза                                                   | Бронза   |
| ---------------------------- | ------------------------------------------------------------- | ------- | ---------------------------------------------------- | -------- | -------------------------------------------------------- | -------- |
| 12 км перепад высот: +1217 м | Эроика Шписс Швейцария                                        | 1:05.17 | Кристина Моретти Швейцария                           | 1:05.20  | Каролина Райбер Швейцария                                | 1:07.32  |
| 12 км (команды)              | Швейцария · Эроика Шписс · Кристина Моретти · Каролина Райбер | 3 очка  | Франция · Эвелин Мюра · Стефани Манель · Одиль Левек | 12 очков | Италия · Нивес Курти · Валерия Кольпо · Даниэла Спилотти | 14 очков |

## Медальный зачёт
Медали завоевали представители 5 стран-участниц.
 Принимающая страна
| Место | Страна    | Золото | Серебро | Бронза | Всего |
| ----- | --------- | ------ | ------- | ------ | ----- |
| 1     | Швейцария | 2      | 1       | 1      | 4     |
| 2     | Италия    | 1      | 1       | 2      | 4     |
| 3     | Австрия   | 1      | 0       | 0      | 1     |
| 4     | Франция   | 0      | 2       | 0      | 2     |
| 5     | Германия  | 0      | 0       | 1      | 1     |
| Всего | Всего     | 4      | 4       | 4      | 12    |